# Botrychium dusenii
Botrychium dusenii là một loài dương xỉ trong họ Ophioglossaceae. Loài này được Alston mô tả khoa học đầu tiên năm 1960.